# Nikołaj Owczinnikow
Nikołaj Fiodorowicz Owczinnikow (ros. Николай Фёдорович Овчинников; ur. 14 listopada 1915 w Kasli,  zm. 25 listopada 2010 w Moskwie) – radziecki filozof, doktor nauk filozoficznych, profesor, specjalista w zakresie filozofii nauki.
Pochowany na Cmentarzu Mitińskim w Moskwie.

## Wybrane publikacje
- Понятия массы и энергии в современной физике и их философское значение // Философские вопросы современной физики. — М.: Наука, 1952. — С. 445—488.
- Принципы сохранения. — М}: Наука, 1966. — 330 с.
- Поиски понимания. Избранные труды по истории и философии науки — M., Новый хронограф, 2016—656 с.
- Обсуждение философских вопросов теории относительности // Woprosy Fiłosofii. 1959. № 2. — С. 77—82.

Przekłady na język polski
- Materialnosc swiata i prawidlowosci jego roswoju. —Warszawa: Książka i Wiedza, 1954. — 87 str.
- Wiktor Czertkow, Sawwa Dudel, Iwan Kuzniecow, Michaił Leonow, Teodor Ojzerman, Nikołaj Owczynnikow, i in.: Materializm dialektyczny. Pod ogólną redakcją J.F. Aleksandrowa. Tłumaczyli Halina Zielnikowa, Zdzisław Nieman, Halina Waśkowska, Stanisław Radziszewski. Warszawa: Książka i Wiedza, 1955. Brak numerów stron w książce